# Ctenoplectron sericeum
Ctenoplectron sericeum là một loài bọ cánh cứng trong họ Tetratomidae. Loài này được Lea miêu tả khoa học năm 1920.